# 閃長岩

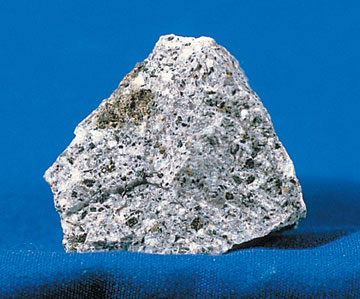
閃長岩

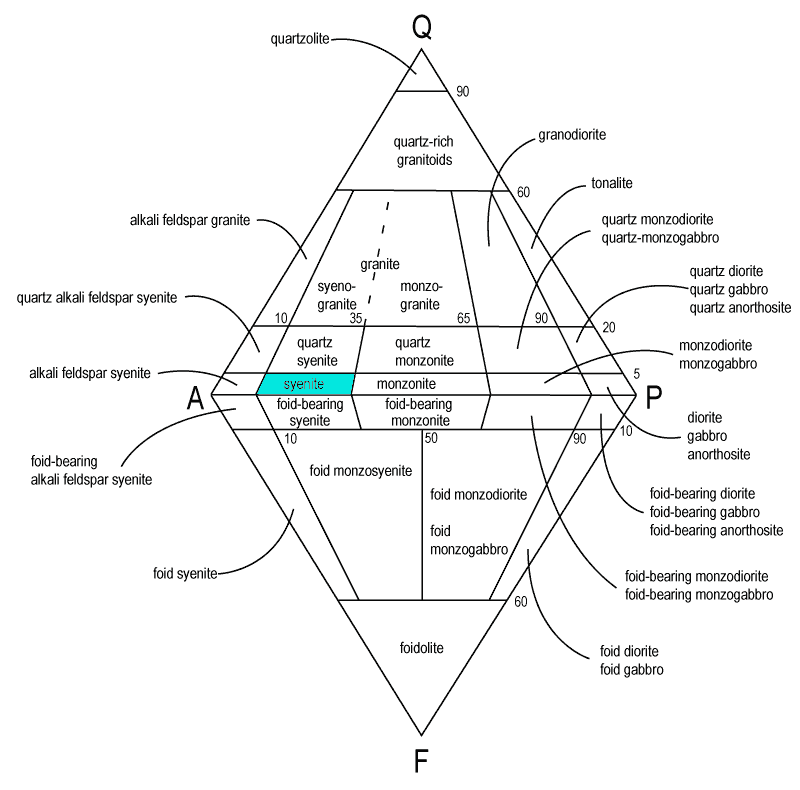
深成岩のQAPF図;
Q:石英、A:アルカリ長石、P:斜長石、F:準長石

閃長岩（せんちょうがん、syenite、サイアナイト）は、優白質であるが石英をほとんど含まず、アルカリ長石を主成分とする深成岩。火山岩の粗面岩に対応する。石英を少量含むものは石英閃長岩（せきえいせんちょうがん、quartz syenite）とよぶ。
閃長岩より斜長石が多くなるとモンゾニ岩になる。石英の代わりに準長石を含むようになると、準長石閃長岩という別の分類の岩石（火山岩の響岩に対応）になる。
鉱石の「長石」として採掘されることがある。